# Ken (artista)
Lee Jae-hwan (em coreano: 이재환; nascido em 6 de abril de 1992) mais conhecido pelo seu nome artístico Ken (em coreano: 켄), é um cantor e ator sul-coreano, assinado sob Jellyfish Entertainment. Ele é integrante e um dos vocalistas principais do boy group sul-coreano VIXX e foi amplamente elogiado por seu tom vocal único, soul e rouco. Ken começou sua carreira de ator em 2014 no drama de comédia "Boarding House No. 24" da MBC Every 1 como Lee Jaehwan.

## Biografia
Nascido em 6 de abril de 1992 em Seoul, Coréia do Sul, a família de Ken é composta por seus pais, ele mesmo e dois irmãos mais velhos. Estudou na Baekseok Arts University com especialização em Música Prática. Em uma idade jovem, ele entrou e ganhou muitas competições de canto em festivais locais. Mais tarde, ele realizou e ganhou mais competições de canto na escola secundária como parte de uma equipe com seus amigos. Ele ganhou vários prêmios de composição antes de estrear com o VIXX.

## Carreira

### 2012–2013: Estreia com VIXX e OSTs
Apesar da ausência de qualquer experiência de dança, Ken conseguiu passar na sua audição para a Jellyfish Entertainment por causa de seu canto, onde ele treinou cinco meses antes de estrear com o VIXX. Durante este tempo, Ken era um dos dez trainees que participaram no reality show MyDOL da Mnet e foi escolhido para fazer parte da formação final e com os outros 6 membros escolhidos, finalmente debutaram com Super Hero  em 24 de maio de 2012 no M! Countdown.
Em 2013, Ken contribuiu para The Heirs OST com "In The Name of Love (사랑이라는 이름으로)" .  Ele também foi apresentado com o cantor J'Kyun na música "Ponytail".
Em 2013, Ken fez uma aparição no episódio 4 do drama de televisão The Heirs da SBS junto com os membros do grupo.

### 2014–2015: Estreia em atuação,Gape estréia no Teatro musical
Em 2014, Ken contribuiu para outra trilha sonora do Fated to Love You OST com a música "My Girl".
Em 2014, o cantor conseguiu o seu primeiro papel de ator como membro do elenco principal no drama de comédia de televisão "Boarding House No. 24" da MBC Every 1 como Lee Jaehwan.
Em 24 de junho de 2015, Ken e Hani do girl group EXID lançaram um dueto chamado "Gap".
Em 2015, Ken foi lançado no musical Chess no papel principal de Anatoly Sergievsky, um jogador de xadrez campeão mundial de 19 de junho de 2015 a 19 de julho de 2015 no Sejong Grand Theatre, em Seul.  Para o papel, ele teve que cantar em um registro mais baixo, um contraste nítido das notas altas que predominantemente apareceram na músicas do VIXX.  Seus poderosos vocais foram exibidos no video musical de uma das músicas "Anthem".  Ele também apareceu no video de música do cantor chinês Lu Yu chamada "The Fourth Dimension Love" como um ex-namorado. Como um grande fã do VIXX, o cantor pessoalmente ofereceu o papel para Ken que aceitou.
Em 2015, Ken colocou seu segundo papel musical na primeira produção coreana do musical "Cinderella" no papel principal do Príncipe Christopher de 12 de setembro de 2015 a 3 de janeiro de 2016 no Chungmu Art Hall, Grand Theater in Seoul e no Seongnam Arts Center Opera House.

### 2016-presente: Moorim School OST, Over Sleep
Em fevereiro de 2016, Ken contribuiu para o Moorim School OST com a música "When I See You".  Em 24 de maio, foi anunciado que Ken estaria colaborando com o cantor Yoon Jong-shin da gravadora Mystic Entertainment em seu projeto mensal de colaboração Melody Monthly, o projeto que incluiu artistas como a vocal-unit do SEVENTEEN e o Tablo do Epik High, o single "Over Sleep" foi lançado em 30 de maio de 2016.  Em 22 de dezembro de 2016, Ken contribuiu para a trilha sonora de The Legend of the Blue Sea com a música "Fool".

## Discografia

### Músicas
| Título                                                                                         | Ano          | Melhores posições nas paradas | Vendas              | Álbum                                 |
| Título                                                                                         | Ano          | KOR Gaon                      | Vendas              | Álbum                                 |
| Colaborações                                                                                   | Colaborações | Colaborações                  | Colaborações        | Colaborações                          |
| ---------------------------------------------------------------------------------------------- | ------------ | ----------------------------- | ------------------- | ------------------------------------- |
| "Ponytail" (com J'Kyun)                                                                        | 2013         | 93                            | - KOR (DL): 21,644+ | Non-album singles                     |
| "Gap" (com Hani do EXID)                                                                       | 2015         | 25                            | - KOR (DL): 92,982+ | Non-album singles                     |
| "Over Sleep" (com Yoon Jong-shin)                                                              | 2016         | —                             | —                   | Non-album singles                     |
| "Rose" (com Ravi do VIXX)                                                                      | 2017         | —                             | —                   | R.EAL1ZE                              |
| Trilhas sonoras originais                                                                      |              |                               |                     |                                       |
| "In The Name of Love" (사랑이라는 이름으로)                                                    | 2013         | 72                            | - KOR (DL): 29,986+ | The Heirs OST Part 3                  |
| "My Girl"                                                                                      | 2014         | 73                            | - KOR (DL): 23,205+ | Fated to Love You OST Part 5          |
| "When I See You" (그댈 보면)                                                                   | 2016         | —                             | —                   | Moorim School OST Part. 4             |
| "Fool" (바보야)                                                                                | 2016         | 78                            | - KOR (DL): 44,708+ | The Legend of The Blue Sea OST Part.7 |
| "—" Indica lançamentos que não apresentaram nos gráficos ou não foram divulgados nessa região. |              |                               |                     |                                       |

Notas
- "Over Sleep" foi uma ferramenta promocional para o projeto Melody Monthly 2016 de Yoon Jong-shin para o mês de maio.[10]

- "Over Sleep" não entrou no Gaon Digital Chart, mas atingiu o número #35 no Gaon Social Chart.[11]

## Filmografia

### Dramas de televisão
| Ano  | Título                | Função              | Rede        | Notas            |
| ---- | --------------------- | ------------------- | ----------- | ---------------- |
| 2014 | Boarding House No. 24 | Lee Jaehwan         | MBC Every 1 | Elenco principal |
| 2016 | Entertainer           | The Show Special MC | SBS         | Breve aparição   |

### Aparecimentos em televisão e shows de variedades
| Ano  | Título                | Rede | Notas                                                       |
| ---- | --------------------- | ---- | ----------------------------------------------------------- |
| 2015 | 100 People, 100 Songs | JTBC | Concorrente.                                                |
| 2015 | King of Mask Singer   | MBC  | Concorrente como "Cracked Egg and Noodles" (Episódio 11-12) |
| 2016 | Duet Song Festival    | MBC  | Participante com Choi Sang Yeob (Episódio 3-7 e 16-17)      |

## Musicais
| Ano     | Título                        | Função             | Notas                           |
| ------- | ----------------------------- | ------------------ | ------------------------------- |
| 2015    | Chess                         | Anatoly Sergievsky | Principal papel, versão coreana |
| 2015-16 | Cinderella                    | Prince Christopher | Principal papel, versão coreana |
| 2017    | Boys Over Flowers The Musical | Tsukasa Domyouji   | Principal papel, versão coreana |
| 2017    | Hamlet                        | Hamlet             | Principal papel, versão coreana |